# Albizia adianthifolia
Albizia adianthifolia es una especie perteneciente a la familia de las fabáceas. Es originaria del este de Sudáfrica hasta África tropical. 

## Descripción
Es un árbol de hoja caduca grande con una extensa corona plana, creciendo hasta un tamaño de 25 metros de altura. Con una profusión de brillantes hojas verdes muy perfumadas, y flores que se producen en invierno o primavera. Las hojas son doblemente compuestas con foliolos de 5.2 x 8 mm de tamaño. Este árbol favorece a los suelos arenosos en las zonas cálidas y lluviosas. En Sudáfrica se encuentra en los bosques costeros de tierras bajas.

## Cultivo
A. adianthifolia se cultiva como árbol ornamental. El atractivo de estos árboles le hace un árbol de jardín popular, a menudo se conserva como una planta nativa en los jardines suburbanos cuando otros locales se eliminan de la vegetación. Los árboles por lo general producen abundantes semillas que son fácilmente cultivados en suelos arenosos.

## Importancia ecológica
Los elefantes comen las hojas de estos árboles y el cefalofo azul  las hojas y además las vainas de semillas. Las larvas de la mariposa Charaxes ethalion se alimentan de las hojas de estos árboles.

## Taxonomía
Albizia adianthifolia fue descrita por (Schum.) W.Wight y publicado en Bulletin, Bureau of Plant Industry, United States Department of Agriculture 137, 12. 1909.
Etimología
Albizia: nombre genérico dedicado a Filippo del Albizzi, naturalista italiano del siglo XVIII.
adianthifolia: epíteto latino compuesto que significa "con hojas como Adiantum.
Sinonimia
- Albizia gummifera sensu R.O.Williams
- Albizia gummifera "sensu Capuron, p.p."
- Albizia sassa sensu Aubrev.
- Mimosa adianthifolia Schum. basónimo[5]

var. intermedia (De Wild. & T.Durand) Villiers
- Albizia intermedia De Wild. & T.Durand

Morfología
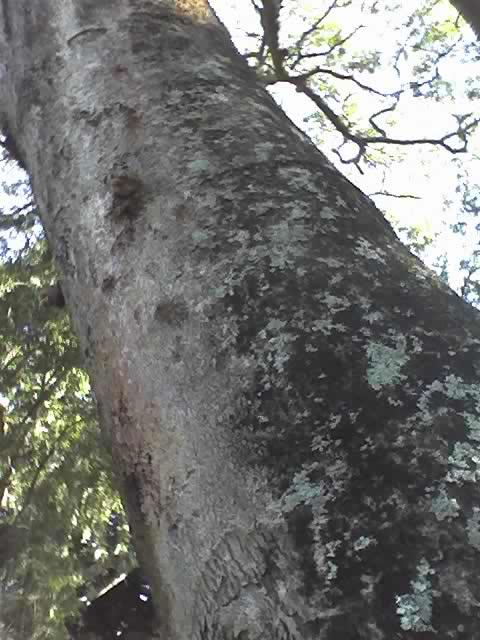
Tronco Albizia adianthifolia
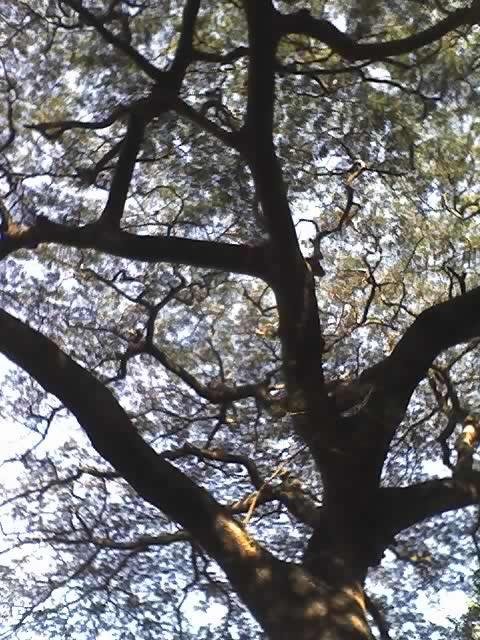
Ramas y copa
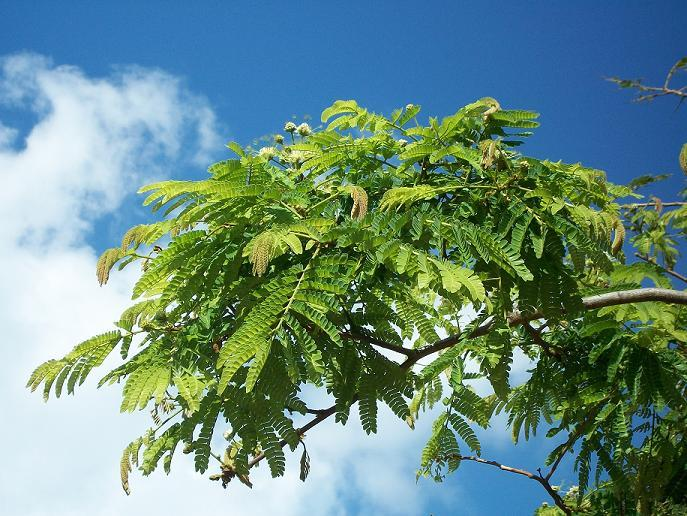
Follaje y flores
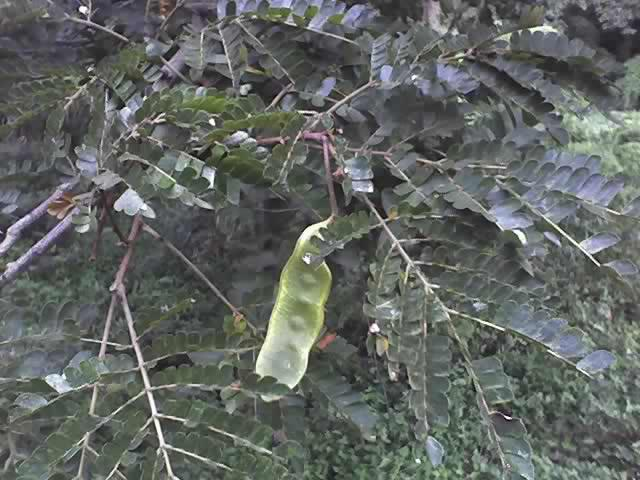
Follaje y semillas
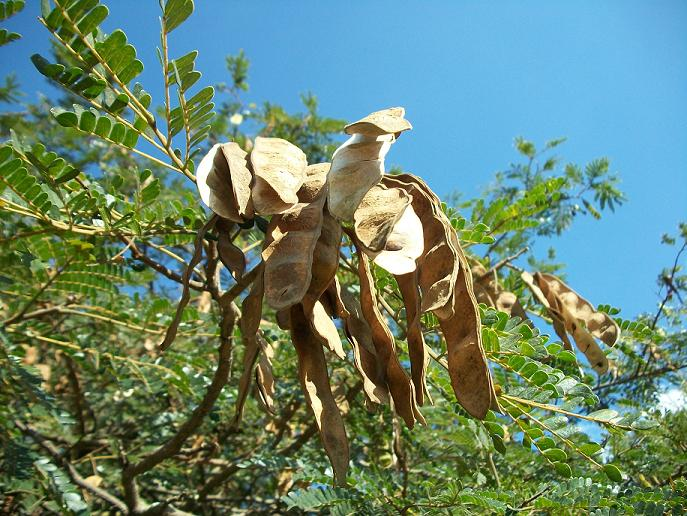
Semillas maduras
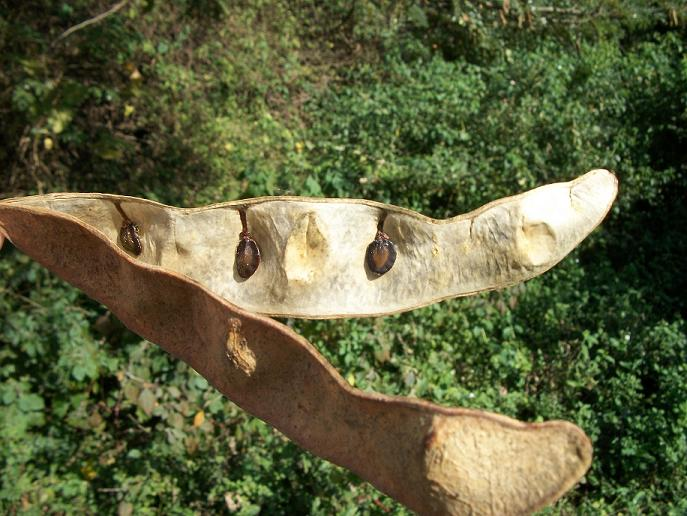
Semillas abiertas